# Myospila floresana
Myospila floresana är en tvåvingeart som först beskrevs av Willi Hennig 1952.  Myospila floresana ingår i släktet Myospila och familjen husflugor. Inga underarter finns listade i Catalogue of Life.